# Вернер Пройсс
Вернер Пройсс (нім. Werner Preuß; 12 вересня 1894, Гарделеген — 6 березня 1919, Вестерренфельд) — німецький льотчик-ас, лейтенант Прусської армії (16 січня 1916).

## Біографія
Записався в армію 14 серпня 1914 року і був призначений в гольштейнський піхотний полк № 85.
Приступив до підготовки пілота 20 вересня 1917 року, завершивши її 15 жовтня. Спочатку Пройсс потрапив до авіачастини, що займалася взаємодією з артилерією та піхотною підтримкою, потім літав у складі 66-ї винищувальної ескадрильї, у складі якої і здобув усі свої 22 перемоги.
Загинув в авіакатастрофі.

## Нагороди
- Залізний хрест
  - 2-го класу
  - 1-го класу (липень 1918)
- Нагрудний знак військового пілота (Пруссія) (19 квітня 1918)
- Почесний кубок для переможця у повітряному бою (25 червня 1918)
- Королівський орден дому Гогенцоллернів, лицарський хрест з мечами (25 червня 1918)

Був представлений до нагородження орденом Pour le Mérite, проте через Листопадову революцію не встиг отримати нагороду.